# Temple des dieux égyptiens (Délos)
Pour les articles homonymes, voir Temple des dieux égyptiens.
Le temple des dieux égyptiens est un ancien temple grec dédié aux cultes apportés d'Égypte sur l'île de Délos en Grèce.  
Ses ruines font partie du site archéologique de Délos, classé au patrimoine mondial de l'UNESCO. Plus précisément, le site fait partie du vaste sanctuaire de culte égyptien connu sous le nom de Sarapieion C (es), situé sur le versant ouest du mont Cynthe,,.

## Histoire
Son identification repose sur la découverte d'inscriptions dont la taille semble correspondre au bâtiment et qui indiquent qu'il avait été consacré à Anubis, Sérapis et Isis par le peuple athénien en 135/134 av. J.-C.,. À cette époque, des cultes et des divinités étrangères, notamment égyptiennes et syriennes, sont introduits à Délos.

## Description
Le temple était situé à l'est du théâtre de Délos, à l'extrémité est de la zone nord du Sérapéion C. Immédiatement au sud se trouvait un temple isolé d'Isis, achevé à la même époque.
Le temple avait un pronaos, précédé de deux colonnes, et un naos, ou cella, qui s'ouvrait à l'ouest. Le naos avait également des portes séparées sur les côtés nord et sud, permettant l'accès au temple d'Isis.